# پارک ملی میگوآشا
پارک ملی میگوآشا (به انگلیسی: Miguasha National Park) یک پارک ملی در کانادا است که در نوول، کبک واقع شده‌است.

## میراث جهانی
این پارک در فهرست میراث جهانی یونسکو ثبت شده است.